# Schleuse Prösen
Die Schleuse Prösen ist eine heute nicht mehr genutzte Schleuse im 1748 eröffneten Elsterwerda-Grödel-Floßkanal. Der Kanal entstand zum Flößen von Holz im Bereich der Schwarzen Elster als Verbindung der mittleren Schwarzen Elster zur Elbe. Diese Verbindung wurde wichtig, weil das notwendige Treideln von Schiffen und Flößen die Elbe flussaufwärts zeitaufwändig und teuer war und die Masse des benötigten Holzes nicht die Schwarze Elster erst flussabwärts geflößt werden sollte und das Holz anschließend elbaufwärts in den Süden des Landes gebracht werden musste.

## Geschichte
Die Höhenunterschiede zwischen der Pulsnitz beziehungsweise der Schwarzen Elster und der Elbe wurden zunächst mittels dreier in Holzbauweise errichteter Kammerschleusen überwunden, der Schleuse Prösen, der Schleuse Gröditz und der Schleuse Pulsen. Die Schleuse Elsterwerda kam 1766 hinzu. Am 21 Kilometer langen Kanal, beginnend am Holzhof in Elsterwerda und endend in Grödel an der Elbe, befanden sich dann vier Schleusen, weil ein Höhenunterschied von 2,74 Metern überwunden werden musste. Noch heute sind die mit Quadersteinen eingefassten Schleusenbecken zu sehen, während die alten, hölzernen Schleusentore nicht mehr vorhanden sind. Im 18. Jahrhundert benötigte die Residenzstadt Dresden und die Porzellanmanufaktur Meißen dringend Bau- und Feuerholz. Dieses Holz kam aus den Wäldern um Finsterwalde, Bad Liebenwerda und aus dem Schraden. Vom Mahlens-Teich, südlich von Finsterwalde, wurde das Holz auf dem Floßgraben bis Plessa und dann auf der Elster bis zum Holzhof geflößt. Das Holz aus dem Schraden kam auf dem Hauptschradengraben ebenfalls zur gleichen Verladestelle. Mit Kähnen, die eine Tragfähigkeit von je 500 Zentnern hatten, wurde dann das Holz, es waren jährlich 30.000 Klafter, auf dem Kanal bis Grödel bei Riesa getreidelt. Die Rückfracht waren Steine, Kalk, Getreide und andere Waren. Der Kanal wurde bis 1874 genutzt.

## Die Schleuse
Infolge der andauernden Probleme an der ersten hölzernen Schleuse Prösen wurde diese 1755 in Stein ausgeführt und in den Jahren 1766/67 abermals erneuert. Die Länge der Schleusenanlage beträgt etwa 45 Meter, die nutzbare Länge ab den verengten Einfahrten 36 Meter. Die Breite der Toreinfahrten beträgt 5,60 Meter und die Kammerbreite etwa 11,50 Meter. Sie hat die Form einer Schleppzugschleuse mit mittig angelegten Einfahrten zur Aufnahme von zwei Kähnen längsseits liegend. Die Schleusenkammer wird durch hölzerne Stemmtore verschlossen. Die hölzernen Kähne waren an den Kanal angepasst und hatten eine Breite von ca. 4 Metern und eine Länge von 26 Metern. Ihre Tragfähigkeit war so ausgelegt, dass ca. 200 Rundmeter Holz verladen werden konnte.

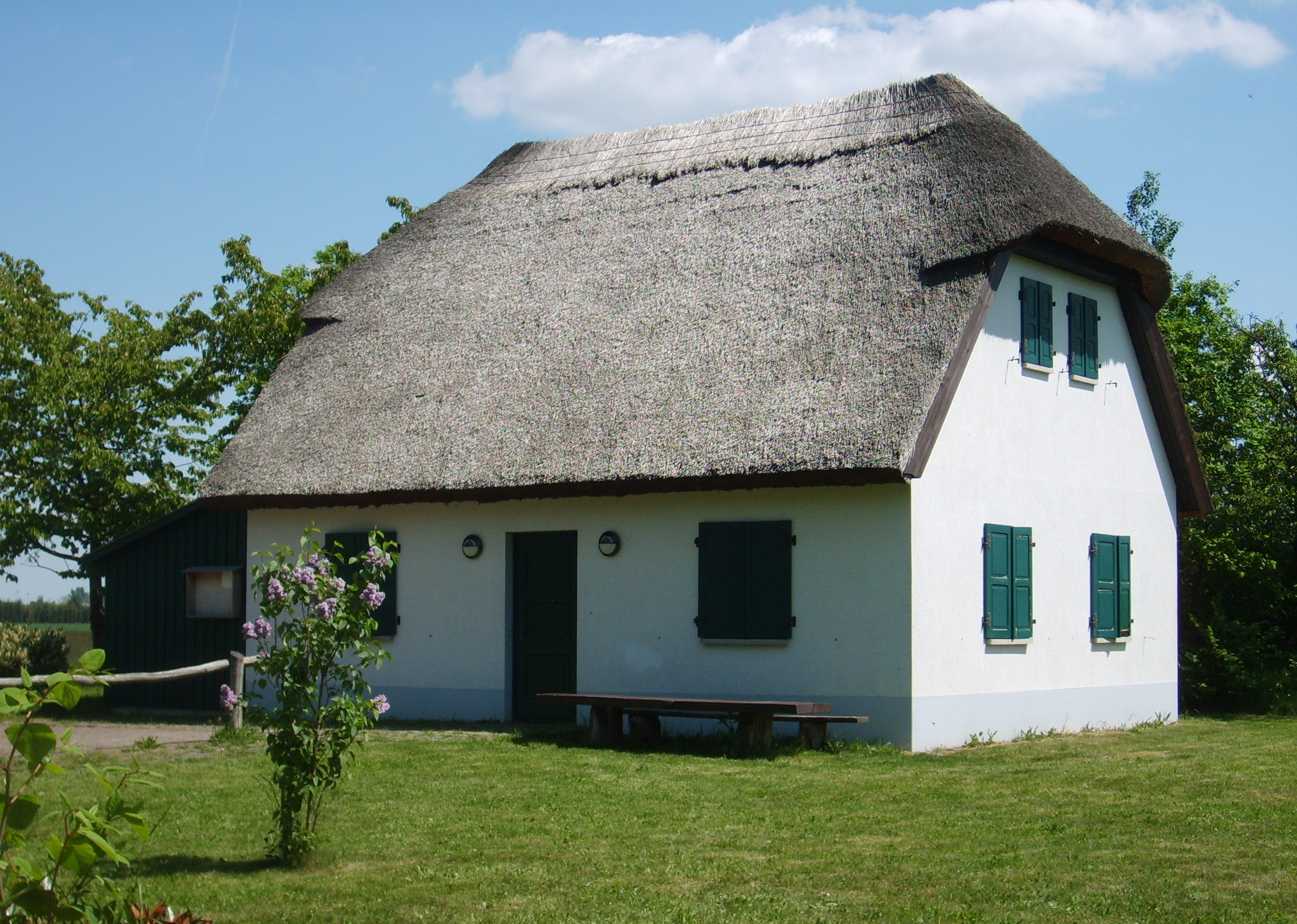
Nachbau des Schleusenhauses

## Schleusenhaus Prösen
Das Schleusenhaus Prösen liegt unmittelbar am 1748 eröffneten Elsterwerda-Grödel-Floßkanal. Hier stand einmal ein altes mit Stroh gedecktes Haus, in dem der Schleusenwärter wohnte. Seine Aufgabe war es, die Durchschleusung durchzuführen. Dieser Vorgang dauerte zwölf Minuten.
Um den Bereich Freizeit und Tourismus weiter auszubauen, wurde der Nachbau des Schleusenwärterhäuschens direkt am Radwanderweg des Elbe-Elster-Kanals vorgenommen. Dort ist eine Ausstellung zum technischen Denkmal „Floßkanal“ zu sehen.